# Atletica leggera ai Giochi della XXVI Olimpiade - Salto con l'asta

Video della Finale

Il salto con l'asta ha fatto parte del programma di atletica leggera maschile ai Giochi della XXVI Olimpiade. La competizione si è svolta nei giorni 31 luglio-2 agosto 1996 allo Stadio Olimpico del Centenario di Atlanta.

## Presenze ed assenze dei campioni in carica
| Competizione         | Atleta           | Prestazione | Atlanta 1996 |
| -------------------- | ---------------- | ----------- | ------------ |
| Olimpiadi 1992       | Maksim Tarasov   | 5,80 m      | Presente     |
| Commonwealth 1994    | Neil Winter      | 5,40 m      | Presente     |
| Goodwill Games 1994  | Igor' Trandenkov | 5,90        | Presente     |
| Europei 1994         | Rodion Gataullin | 6,00 m      | Assente      |
| Coppa del mondo 1994 | Okkert Brits     | 5,90 m      | Presente     |
| Asiatici 1994        | Igor Potapovič   | 5,65 m      | Presente     |
| Panamericani 1995    | Pat Manson       | 5,75 m      | 6º ai Trials |
| Africani 1995        | Okkert Brits     | 5,50 m      | Presente     |
| Mondiali 1995        | Sergej Bubka     | 5,92 m      | Presente     |
|                      |                  |             |              |
| Mondiali junior 1992 | Laurens Looije   | 5,45 m      | Presente     |

1. ↑  Sotto la bandiera del Sudafrica.

## La gara
Serhij Bubka, lo Zar dell'asta, arriva ai Giochi infortunato. Il tendine d'Achille ha fatto crac. Si presenta comunque in pedana per la qualificazione, ma non riesce a staccare e così deve lasciar via libera agli avversari. Anche Okkert Brits, atleta da 6,01 (secondo al mondo dietro Bubka) fallisce la qualificazione: il sudafricano sbaglia tutti i tre salti e deve dare addio ai sogni di gloria. Ci mancava il campione in carica Maksim Tarasov: si fa male durante il riscaldamento e non scende in pedana.

Nonostante queste illustri defezioni, in 14 si qualificano per la finale.

La gara passa alla storia come la finale mondiale più alta di sempre. Tutte le posizioni dalla 3ª alla 14ª sono da record. In sette hanno affrontato la misura di 5,92 ed in tre l'hanno superata, battendo così il record olimpico di Bubka stabilito a Seul.

Galfione e Trandenkov valicano l'asticella al primo tentativo, Andrei Tivontchik al secondo. A 5,97 sbagliano tutti e tre e Galfione vince il titolo per il minor numero di errori.

## Risultati

### Turno eliminatorio
Qualificazione5,70 m
Undici atleti raggiungono la misura richiesta. Otto invece si fermano a 5,60; di questi, tre sono giudicati a pari merito ed entrano insieme in finale.

### Finale
| Pos         | Atleta            | Paese       | 5,40 | 5,60 | 5,70 | 5,80 | 5,86 | 5,92 | 5,97 | 6,02 | Misura | Note                               |
| ----------- | ----------------- | ----------- | ---- | ---- | ---- | ---- | ---- | ---- | ---- | ---- | ------ | ---------------------------------- |
|             | Jean Galfione     | Francia     |      | O    | -    | XO   | O    | O    | X-   | XX   | 5,92   | Record olimpico                    |
|             | Igor' Trandenkov  | Russia      |      |      | O    | -    | XX-  | O    | -    | XXX  | 5,92   | Record olimpico                    |
|             | Andrei Tivontchik | Germania    |      | XO   | -    | XO   | XO   | XO   | XXX  |      | 5,92   | Record olimpico · Record nazionale |
| 4           | Igor Potapovič    | Kazakistan  |      |      | O    | -    | O    | X-   | XX   |      | 5,86   |                                    |
| 5           | Pjotr Bochkarjov  | Russia      |      | XO   | -    | XO   | O    | XX-  | X    |      | 5,86   |                                    |
| 5 ex aequo  | Dmitri Markov     | Bielorussia | O    | O    | XO   | XXO  | XO   | XXX  |      |      | 5,86   |                                    |
| 7           | Tim Lobinger      | Germania    |      | O    | O    | O    | X-   | XX   |      |      | 5,80   |                                    |
| 8           | Lawrence Johnson  | Stati Uniti | O    | O    | O    | XXX  |      |      |      |      | 5,70   |                                    |
| 9           | Alain Anji        | Francia     | O    | O    | XXO  | XXX  |      |      |      |      | 5,70   |                                    |
| 9 ex aequo  | Michael Stolle    | Germania    | O    | O    | XXO  | XXX  |      |      |      |      | 5,70   |                                    |
| 11          | Danny Krasnov     | Israele     | O    | O    | XXX  |      |      |      |      |      | 5,60   |                                    |
| 11 ex aequo | Jeff Hartwig      | Stati Uniti | O    | O    | XXX  |      |      |      |      |      | 5,60   |                                    |
| 13          | Scott Huffman     | Stati Uniti | XO   | O    | XXX  |      |      |      |      |      | 5,60   |                                    |
| 14          | Riaan Botha       | Sudafrica   | O    | XO   | -    | XXX  |      |      |      |      | 5,60   |                                    |

Andrei Tivontchik è nato in Bielorussia. Gli atleti dell'ex Unione Sovietica occupano tutte le posizioni dalla seconda alla sesta.